# Darkover (planeta)

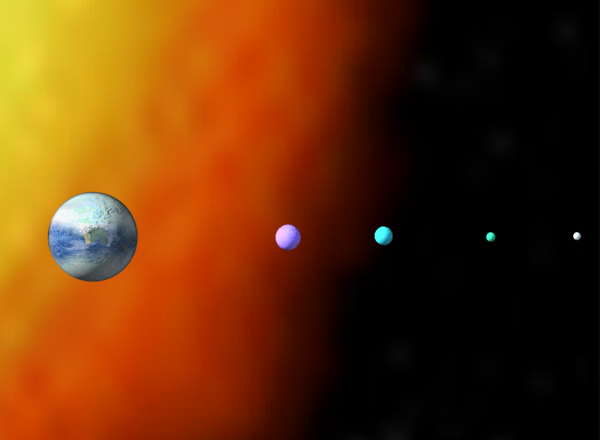
Representación artística de Darkover como el planeta situado a la izquierda, con sus cuatro lunas: Liriel, Kyrrdis, Idriel y Mormallor. Al fondo, la estrella gigante roja Cottman.

Darkover es el planeta foco de la saga Darkover, constituida por novelas y relatos de ciencia ficción y fantasía escritos por Marion Zimmer Bradley y otros autores desde 1958. De acuerdo con las novelas, Darkover es el único planeta habitado por humanos de los siete que orbitan alrededor de la estrella gigante roja de Cottman.

## El sistema estelar Cottman
De los siete planetas que orbitan alrededor de la estrella gigante roja Cottman, Darkover es el cuarto más alejado, lo cual le da su otro nombre, Cottman IV. Dos de los tres planetas (Cottman II y Cottman III) que están más cerca del sistema solar son planetas gigantes gaseosos, el tercero (Cottman I) es un planeta estéril de roca quemada demasiado cerca de la estrella para sustentar vida. De los restantes planetas, los dos más alejados de Cottman (Cottman VI y Cottman VII) son también planetas gigantes gaseosos. Cottman V es un planeta de hielo que a pesar de no ser tóxico para los humanos, no puede sustentar de forma natural vida humana.
Al igual que su vecino, Darkover es un planeta atrapado en una edad de hielo permanente. Solo una pequeña franja ecuatorial de su pequeño y único continente, es lo suficientemente caliente para soportar una agricultura limitada, la pesca y la ganadería. Pero el clima del planeta es muy duro, dejando solo unas pocas semanas al año sin nieve.
De tamaño similar a la tierra, tiene una gravedad más baja debido a su falta de metales; además tiene un mayor porcentaje de oxígeno en la atmósfera.
Un año Darkover es aproximadamente igual a 15 meses de la Tierra.
- Datos: Q1166311
- Multimedia: Darkover / Q1166311